# آیان ساداکوف
آیان ساداکوف (بلغاری: Аян Фаиков Садъков؛ ۲۶ سپتامبر ۱۹۶۱ – ۱ ژوئیهٔ ۲۰۱۷) بازیکن و مربی فوتبال اهل بلغارستان بود.
از باشگاه‌هایی که در آن بازی کرده‌است می‌توان به باشگاه فوتبال بلننسس و باشگاه فوتبال بوتو پلوودیو اشاره کرد.
وی همچنین در تیم ملی فوتبال بلغارستان بازی کرده‌است.